# فیلیپ یکم، شاهزاده تارانتو
فیلیپ یکم تارانتو (انگلیسی: Philip I, Prince of Taranto)، امپراتور اسمی قسطنطنیه براساس یوره اوکساریس و ازدواج با کاترین دوم و همچنین شاهزاده تارانتو، شاهزاده آخیا، پادشاه آلبانی و حاکم رومانی بود. 